# Зле діло
«Зле діло» — оповідання Леся Мартовича.
Написане у 1902 році, коли готувалася до друку збірка «Хитрий Панько і інші оповідання», що вийшла друком у 1903 році. Тут воно і було вміщене. Як і твори «За топливо» та «За межу», це сценка в суді. Матеріал для подібних творів давала багата адвокатська практика автора.